# مرکستون
مرکستون (به انگلیسی: Mercaston) یک روستا و محله مدنی در بریتانیا است که در Derbyshire Dales واقع شده‌است.